# チャタム郡 (ジョージア州)
チャタム郡（英: Chatham County）は、アメリカ合衆国ジョージア州の南部に位置する郡である。人口は29万5291人（2020年）。アトランタ都市圏の外では最も人口の多い郡である。郡庁所在地はサバンナであり、同郡で人口最大の都市である。チャタム郡はサバンナ都市圏を構成する3郡の1つである。
1777年2月5日に創設され、ジョージア州最初の郡の1つとなった。郡名は初代チャタム伯爵ウィリアム・ピットに因んで名付けられた。

## 地理
アメリカ合衆国国勢調査局に拠れば、郡域全面積は632.28平方マイル (1,637.6 km2)であり、このうち陸地438.11平方マイル (1,134.7 km2)、水域は194.17平方マイル (502.9 km2)で水域率は30.71%である。

### 特徴的な地形
ジョージア州の大西洋岸にある郡として、チャタム郡は最も北にある。北東側はサバンナ川であり、南西側はオギーチー川である。

### 主要高規格道路

#### 州間高速道路
- 州間高速道路16号線
- 州間高速道路95号線
- 州間高速道路516号線

#### アメリカ国道
- アメリカ国道17号線
- アメリカ国道80号線

#### ジョージア州道
- ジョージア州道17号線
- ジョージア州道21号線
- ジョージア州道21号線支線
- ジョージア州道25号線
- ジョージア州道25号線代替路
- ジョージア州道26号線
- ジョージア州道26号線代替路
- ジョージア州道26号線接続路
- ジョージア州道30号線
- ジョージア州道204号線
- ジョージア州道204号線支線
- ジョージア州道307号線
- ジョージア州道404号線
- ジョージア州道404号線支線
- ジョージア州道405号線
- ジョージア州道421号線
- サバンナ川パークウェイ（東部）

### 隣接する郡
- ジャスパー郡 (サウスカロライナ州) - 北東
- ブライアン郡 - 西
- エフィンガム郡 - 北西

### 国立保護地域
- プラスキ砦国立保護区
- サバンナ国立野生生物保護区（部分）
- ワッソー国立野生生物保護区

## 人口動態
以下は2000年国勢調査による人口統計データである。
| 基礎データ - 人口: 232,048人 - 世帯数: 89,865 世帯 - 家族数: 59,400 家族 - 人口密度: 205人/km2（530人/mi2） - 住居数: 99,683軒 - 住居密度: 88軒/km2（228軒/mi2） 人種別人口構成 - 白人: 55.28% - アフリカン・アメリカン: 40.50% - ネイティブ・アメリカン: 0.25% - アジア人: 1.73% - 太平洋諸島系: 0.07% - その他の人種: 0.89% - ヒスパニック・ラテン系: 2.33% | 年齢別人口構成 - 18歳未満: 25.0% - 18-24歳: 11.2% - 25-44歳: 29.5% - 45-64歳: 21.4% - 65歳以上: 12.8% - 年齢の中央値: 34歳 収入と家計 - 収入の中央値 - 世帯: 37,752米ドル - 家族: 46,125米ドル - 性別 - 男性: 35,132米ドル - 女性: 24,686米ドル - 人口1人あたり収入: 21,152米ドル - 貧困線以下 - 対人口: 15.6% - 対家族数: 11.8% - 18歳未満: 22.1% - 65歳以上: 11.5% |

## 公衆安全
チャタム郡の安全は、サバンナ・チャタム都市圏警察部とジョージア州パトロールが担当している。チャタム郡保安官事務所が郡の警察であり、郡監獄を運営している。サバンナ・チャタム都市圏警察部は、サバンナ市警察部とチャタム郡警察が合併した2005年1月1日に結成された。

## 州政府の機関
ジョージア州矯正省の施設である州立海岸部刑務所がサバンナ川沿いガーデンシティ近くにある。

## 都市と町

### 都市
- サバンナ - 郡庁所在地
- プーラー
- ブルーミングデール
- ガーデンシティ
- ポートウェントワース
- タイビーアイランド

### 町
- サンダーボルト
- バーノンバーグ

### 国勢調査指定地域
- ジョージタウン
- アイル・オブ・ホープ
- モンゴメリー
- スキダウェイアイランド
- ホワイトマーシュアイランド
- ウィルミントンアイランド
- ダッチ島
- ヘンダーソン

### 非法人地域
- ピン・ポイント
- ホワイトブラフ
- サンドフライ